# ほづみりや
ほづみ りやは、日本の漫画家、イラストレーター。日本大学生物資源科学部獣医学科卒業。

## 作品リスト

### 漫画

#### 連載
- 手のひらでキス（『GUSH』、海王社）
- ぼくとわたしの恋愛事情（『Comic B's-LOG』、エンターブレイン）
- オーヴァード・クロック（『Comic B's-LOG』、エンターブレイン）
- ななつ夜幻世録（シナリオ：関涼子、『Comic B's-LOG』、エンターブレイン） - 作画担当[2]。
- ミラクル☆トレイン（公式サイト、『PASH!』、主婦と生活社）
- 真伝勇伝・革命編 堕ちた黒い勇者の伝説（『ガンガンONLINE』、スクウェア・エニックス）
- Vet's Egg（『月刊アフタヌーン』2015年9月号[3] - 2017年3月号[4]、講談社） - 読み切りが連載化[3]。
- アイヲンモール異世界店、本日グランドオープン!（原作：坂東太郎、『コミックライド』[5]2019年6月号（vol.36）- 2021年4月号（vol.58）、マイクロマガジン社） - 小説のコミカライズ[5]。
- 魔王さまエクスチェンジ!!（『少年ジャンプ+』2023年6月10日[6] - 2024年8月17日、集英社、全4巻）

#### 読切・短期掲載など
- 【eM】-eNCHANT arM-（『電撃「マ）王』2005年12月号（創刊号）・2006年1月号、メディアワークス）
- 学園三本勝負!（『コードギアス 反逆のルルーシュ 公式コミックアンソロジー Knight』第5巻、角川グループパブリッシング）
- Lucky star from next door（『GUSH』2010年4月号・5月号、海王社）
- Vet's Egg（『月刊アフタヌーン』2014年10月号[7]）
- 幻獣医さんの診察カルテ（『少年ジャンプ+』2019年1月14日[8]、集英社）
- 魔女が見た光（原作：あおき歩夢、『少年ジャンプ+』2021年9月10日[9]、集英社） - 作画担当[9]。
- おれの兄貴の彼女X（『少年ジャンプ+』2022年1月20日[10]、集英社）
- 神狼と踊れ（『異世界で頑張ったから戻ってきた現代では好き勝手していいよねアンソロジーコミック』[11]、2023年、オーバーラップ）

### 挿絵
- ディストラクターXIII（著：大迫純一、富士見ミステリー文庫、富士見書房）
- 死神見習い修行中!（著：樹川さとみ、角川ビーンズ文庫、角川書店）
- 東都幻沫録（著：高瀬美恵、電撃文庫、メディアワークス）
- デモンズサモナー（著：中里融司、GA文庫、ソフトバンククリエイティブ）
- キミノベル版 北里大学獣医学部 犬部!（著：片野ゆか、ポプラキミノベル、ポプラ社[12]）

### ゲームイラスト
- ぼくとわたしの恋愛事情（エイチーム）
- オーヴァード・クロック（エイチーム）
- ななつ夜幻世録（エイチーム）
- 幻想水滸伝V（コナミ）